# Basketbol'nyj klub Prometej 2022-2023
Questa voce raccoglie le informazioni riguardanti il Basketbol'nyj klub Prometej nelle competizioni ufficiali della stagione 2022-2023.

## Stagione
La stagione 2022-2023 del Basketbol'nyj klub Prometej è la 1ª nel massimo campionato lettone-estone di pallacanestro, la Latvian-Estonian Basketball League.

## Roster
Aggiornato al 16 marzo 2024.
| Prometey Slobozhanske 2022-23 | Prometey Slobozhanske 2022-23 |
| Giocatori                     | Staff tecnico                 |
| ----------------------------- | ----------------------------- |

| N. | Naz.                                   | Ruolo | Nome                  | Anno | Alt.   | Peso   |  |
| -- | -------------------------------------- | ----- | --------------------- | ---- | ------ | ------ |  |
| 1  | Stati Uniti (bandiera)                 | AC    | James Dickey          | 1996 | 208 cm | 98 kg  |  |
| 2  | Canada (bandiera)                      | P     | Marek Klassen         | 1992 | 185 cm | 82 kg  |  |
| 3  | Porto Rico (bandiera)                  | G     | Gian Clavell          | 1993 | 193 cm | 84 kg  |  |
| 5  | Ucraina (bandiera)                     | GA    | Ivan Tkačenko         | 1997 | 198 cm | 83 kg  |  |
| 7  | Ucraina (bandiera)                     | P     | Denys Lukašov         | 1989 | 189 cm | 86 kg  |  |
| 8  | Canada (bandiera) · Nigeria (bandiera) | G     | Caleb Agada           | 1994 | 194 cm | 95 kg  |  |
| 11 | Ucraina (bandiera)                     | AP    | Oleksandr Lypovyj (C) | 1991 | 203 cm | 95 kg  |  |
| 12 | Rep. Ceca (bandiera)                   | C     | Ondřej Balvín         | 1992 | 217 cm | 116 kg |  |
| 17 | Stati Uniti (bandiera)                 | AP    | D.J. Kennedy          | 1989 | 198 cm | 98 kg  |  |
| 19 | Ucraina (bandiera)                     | G     | Ihor Klimov           | 2001 | 190 cm | 80 kg  |  |
| 20 | Stati Uniti (bandiera)                 | GA    | D.J. Stephens         | 1990 | 198 cm | 88 kg  |  |
| 21 | Stati Uniti (bandiera)                 | AG    | Dustin Hogue          | 1992 | 198 cm | 98 kg  |  |
| 22 | Ucraina (bandiera)                     | AC    | V"jačeslav Petrov     | 1994 | 204 cm | 120 kg |  |
| 30 | Ucraina (bandiera)                     | PG    | Issuf Sanon           | 1999 | 193 cm | 89 kg  |  |
| 55 | Ucraina (bandiera)                     | P     | Illja Sydorov         | 1996 | 183 cm | 78 kg  |  |

| Allenatore                                                                                     |
| - Ronen Ginzburg                                                                               |
| Assistente/i                                                                                   |
| - Serhij Alf'orov - Mantas Šernius Legenda - (C) Capitano - (IN) Inattivo - Infortunato Roster |

## Mercato

### Sessione estiva
| Acquisti | Acquisti          | Acquisti          | Acquisti   | Acquisti |
| R.a      | Nome              | da                | Modalità   |          |
| -------- | ----------------- | ----------------- | ---------- | -------- |
| PG       | Issuf Sanon       | Šiauliai          | svincolato |          |
| G        | Caleb Agada       | Hamilton Badgers  | svincolato |          |
| G        | Gian Clavell      | Cang. de Santurce | svincolato |          |
| GA       | D.J. Stephens     | Provence          | svincolato |          |
| GA       | Ivan Tkačenko     | Helsinki Seagulls | svincolato |          |
| AP       | D.J. Kennedy      | Hap. Galil Elyon  | svincolato |          |
| AP       | Oleksandr Lypovyj | Telekom Bonn      | svincolato |          |
| AC       | Dustin Hogue      | U Cluj            | svincolato |          |
| C        | Ondřej Balvín     | Gunma C. Thunders | svincolato |          |

| Cessioni | Cessioni          | Cessioni         | Cessioni       | Cessioni |
| R.       | Nome              | a                | Modalità       |          |
| -------- | ----------------- | ---------------- | -------------- | -------- |
| PG       | D'Angelo Harrison | N.B. Brindisi    | fine contratto |          |
| G        | Chris Dowe        | Bamberger        | fine contratto |          |
| GA       | D.J. Stephens     | Provence         | fine contratto |          |
| AP       | Oleksandr Belikov | Nová huť Ostrava | fine contratto |          |
| AP       | D.J. Kennedy      | Hap. Galil Elyon | fine contratto |          |
| AP       | Oleksandr Lypovyj | Telekom Bonn     | fine contratto |          |
| AC       | Sean Evans        | Ulma             | fine contratto |          |
| C        | Miro Bilan        | Dinamo Sassari   | fine contratto |          |
| C        | Dmytro Tychonov   | Free agent       | fine contratto |          |

### Dopo l'inizio della stagione
| Acquisti | Acquisti      | Acquisti        | Acquisti         | Acquisti   |
| R.       | Nome          | da              | Data             | Modalità   |
| -------- | ------------- | --------------- | ---------------- | ---------- |
| AC       | James Dickey  | Bourg-en-Bresse | 5 novembre 2022  | svincolato |
| P        | Marek Klassen | Nymburk         | 28 dicembre 2022 | svincolato |

| Cessioni | Cessioni      | Cessioni    | Cessioni         | Cessioni    |
| R.       | Nome          | a           | Data             | Modalità    |
| -------- | ------------- | ----------- | ---------------- | ----------- |
| AC       | Dustin Hogue  | Promitheas  | 9 gennaio 2023   | rescissione |
| P        | Marek Klassen | Limoges CSP | 27 febbraio 2023 | rescissione |